# Lijst van aanvalsgeweren
Dit is de lijst van aanvalgeweren naar land van oorsprong:
 Argentinië
- FARA 83

 Armenië
- K3
- VAHAN

 Australië
- Leader Dynamics Series T2 MK5

 België
- FN CAL
- FN FNC
- FN F2000
- FN SCAR

 Brazilië
- IMBEL MD-2
- IMBEL MD-97
- LAPA FA-03

 Bulgarije
- Bakalov

 Canada
- Diemaco C7
- Diemaco C8

 China
- Type 56
- Type 81
- Norinco Type 86S
- Norinco CQ M311
- QBZ-95
- QBZ-03

 Denemarken
- Madsen LAR

 Duitsland
- Stg44
- Stg45
- Heckler & Koch HK33
- Heckler & Koch G41
- Heckler & Koch G36
- Heckler & Koch G11
- Heckler & Koch 416
- Heckler & Koch XM8

 Finland
- Rk 62
- Valmet M76
- Valmet M82
- Rk 95 TP

 Frankrijk
- FAMAS
- PAPOP
- CEAM Modèle 1950

 Griekenland
- Chropi rifle

 India
- INSAS

 Indonesië
- Pindad SS-1
- Pindad SS-2

 Iran
- Khaybar KH 2002

 Israël
- Galil
- TAR-21

 Italië
- Beretta BM-59
- Beretta AR-70
- Beretta AR 70/90
- Beretta ARX 160

 Japan
- Howa Type 64
- Howa Type 89

 Kroatië
- APS-95
- VHS

 Mexico
- FX-05 Xiuhcoatl

 Oekraïne
- Vepr

 Oostenrijk
- Steyr AUG
- Steyr ACR

 Peru
- FAD

 Polen
- Kbk wz. 1988 Tantal
- kbk Jantar wz.2005

 Rusland /  Sovjet-Unie
- AEK-971
- AO-63
- APS
- AK-47
- AKM
- AK-74
- AK-101
- AKs-74U
- AS Val
- AN-94
- AVB-7,62
- A-91
- TKB-022PM
- TKB-059
- TKB-517
- 9A-91

 Singapore
- SAR 80
- SR 88
- SAR 21

 Zweden
- CETME Model L/LC

 Taiwan
- Type 65
- Type 86
- Type 91

 Thailand
- Rung Paisarn RPS-001

 Tsjechië
- Sa Vz 58

 Verenigd Koninkrijk
- EM-2
- L64/65
- SAR-87
- L85A1
- Bushmaster ACR

 Verenigde Staten
- AR-18
- M16
- Colt Commando
- M4
- Stoner 63
- PMOD
- Mk.12 Mod 0/1 SPR
- CQBR
- SPR-V
- Ruger AC-556
- Z-M Weapons LR 300
- XM29 OICW

 Zuid-Afrika
- R4
- Vektor CR-21

 Zweden
- NIVA XM1970
- GRAM 63
- FM 57
- AK4
- Bofors AK5
- MKR
- MKS

 Zwitserland
- SIG-540
- SIG-550
- SIG-551
- SIG-552